# Diadumene kameruniensis
Diadumene kameruniensis is een zeeanemonensoort uit de familie Diadumenidae.
Diadumene kameruniensis is voor het eerst wetenschappelijk beschreven door Carlgren in 1927.